# Ivoox
Ivoox és un servidor gratuït d'emmagatzematge d'arxius d'àudio que permet escoltar, descarregar i distribuir per internet programes de ràdio i pòdcasts de tota mena de temàtiques i gèneres. Va ser fundat l'any 2008 per Juan Ignacio Solera.

## Història
Es va fer amb una inversió del Grupo Intercom i actualment compta amb una plantilla de 22 persones (19 homes i 3 dones). Els tres càrrecs principals els ostenten Juan Ignacio Solera, que n'és el director; Emilio Moreno, CEO i Jose Luis Parreño, CTO. L'empresa va néixer a Sant Cugat del Vallès, Barcelona, sota el nom d'Ivoox Global Podcasting Service SL i l'any 2017 era la quaranta-setena empresa espanyola més gran en el rànquing de portals web. L'any 2014 va crear l'aplicació mòbil disponible a Android i iOS.

## Característiques

### General
Ivoox és un servidor que ofereix majoritàriament un contingut de parla castellana i els seus usuaris resideixen en una gran proporció a l'estat espanyol. El portal proporciona de manera gratuïta els arxius d'àudio que s'hi poden trobar a través de la pàgina web o d'una aplicació que permet fer anar els àudios en un segon pla. També ofereix la possibilitat de crear pòdcasts sempre que es tingui un compte d'Ivoox. Per tal d'obtenir ingressos es lucra de la publicitat, així com els autors dels pòdcasts poden fer pagar una quota als subscriptors per a monetitzar el seu contingut.

### Música comercial
Ivoox permet l'ús de l'anomenada "música comercial" als seus arxius d'àudio atès que l'SGAE espanyola no té una llicència que cobreix el podcàsting. El portal va arribar a un pacte amb l'entitat, que l'any 2012 va concedir a Ivoox una llicència global que empara tot allò que s'hi publiqui.